# AMS Osiguranje Beograd
AMS Osiguranje Beograd (code BELEX : AMSO) est une entreprise serbe qui a son siège social à Belgrade, la capitale de la Serbie. Elle travaille dans le secteur des assurances.
AMS est un sigle pour Auto Moto Savez, la « fédération auto-moto ».

## Histoire
AMS Osiguranje Beograd a été créée le 19 janvier 1998 ; la compagnie été admise au marché non réglementé de la Bourse de Belgrade le 15 mars 2007 ; elle en a été exclue le 21 août 2013 et admise au marché réglementé.

## Activités
AMS Osiguranje Beograd propose notamment des polices d'assurances pour les véhicules à moteur (responsabilité civile, accident) ; son offre inclut aussi des assurances maladie et des assurances pour les voyages. Elle opère à travers un réseau d'environ 44 agences en Serbie. 
La compagnie regroupe environ 1,5 million d'assurés.

## Données boursières
Le 3 juin 2014, l'action de AMS Osiguranje Beograd valait 306 RSD (2,64 EUR). Elle a connu son cours le plus élevé, soit 9 000 RSD (77,84 EUR), le 4 mai 2007 et son cours le plus bas, soit 242 RSD (2,09 EUR), le 24 septembre 2012.
Le capital de AMS Osiguranje Beograd est détenu à hauteur 75,91 % par des personnes morales, dont 46,74 % par Auto-moto savez Srbije, la « Fédération auto-moto de Serbie », une association sans but lucratif créée en 1921.